# 頭部穿孔

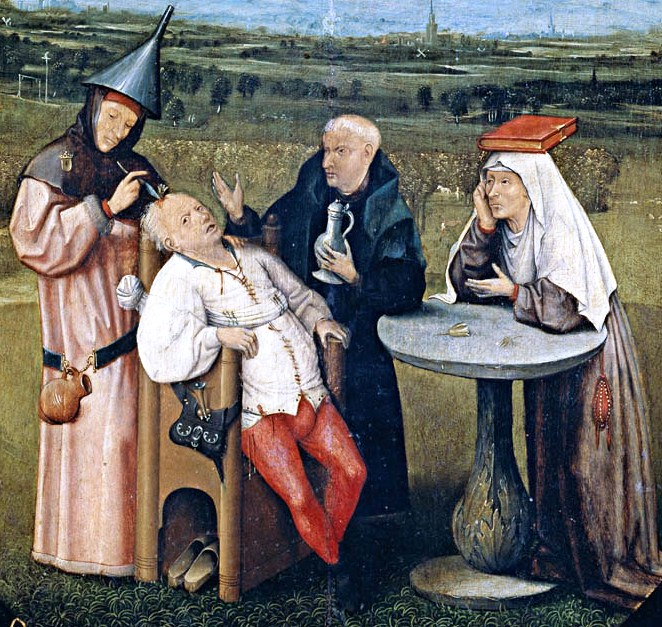
Detail from The Extraction of the Stone of Madness, a painting by Hieronymus Bosch depicting trepanation (c.1488-1516)

頭部穿孔術（英語：Trepanning，或作trepanation、 trephination、trephining，又作「making a burr hole」等），或稱顱骨穿孔術、環鋸術等，是一種外科手術干預手段，在顱骨上鑽挖孔洞，以暴露硬腦膜而處理顱內疾病或釋放腦內出血以減壓。

## 歷史

### 新石器時代
在中國大陸，大汶口文化之傅家遺址先後發現多具顱骨呈現經此種手術且倖存之跡象，小河墓地亦發現一具女性遺骸呈現經此種手術且倖存之跡象。 在新石器時代之其他地區，亦有類似案例；迄2000年前後，總共發現合計約1,500個案例，佔發掘出屬該時期之頭骨之5-10%。 此外，在法國的新石器時代Champ-Durand遺址，也發現一具牛的骨骸顯示進行此類手術的痕跡。

### 青銅時代
迄約2017年，中國大陸地區發現經此類技術的頭骨，最多發生於此時期。

### 用途
遠古時期，人們會在行為異常的人身上鑽洞，以釋放「邪靈」。
證據顯示此種技術是一種原始的頭部傷害緊急手術 此種技術被認為在使用可能造成顱骨骨折的武器的地區最為常見。
此種技術在古代的主要理論，包括靈性目的以及治療癲癇、頭部創傷、精神障礙和頭痛，儘管後者可能只是欠缺實際理據的迷思。
根據許多民族的神秘主義者及新紀元運動信徒相信，在頭蓋骨上打洞，可以提昇感應能力。
在十八世紀的歐洲，頭部穿孔是一種民間療法，用來治療精神病或其他與頭腦相關的病變。但由於缺乏科學依據，這項手術慢慢被現代醫學所鄙棄。

## 外部連結
- "Hole in the Head" - documentary on trepanation （页面存档备份，存于）
- WHO surgical instructions on burr holes
- Skeptic's Dictionary entry about Trepanation （页面存档备份，存于）
- An illustrated history of trepanation
- Interview with self-trepanner Heather Perry
- ABC: A History of Craniotomy （页面存档备份，存于） phisick.com 14 Nov 2011